# Rogienice (województwo świętokrzyskie)
Rogienice – wieś w Polsce położona w województwie świętokrzyskim, w powiecie włoszczowskim, w gminie Włoszczowa.
| SIMC    | Nazwa      | Rodzaj     |
| ------- | ---------- | ---------- |
| 0278681 | Lasek      | przysiółek |
| 0278652 | Piekło     | część wsi  |
| 0278669 | Pod Ogarką | część wsi  |
| 0278675 | Sachalin   | przysiółek |

W latach 1975–1998 miejscowość położona była w województwie kieleckim.